# Réactions en chaîne (émission)
Pour les articles homonymes, voir Réactions en chaîne.
 (juillet 2017).
Si vous disposez d'ouvrages ou d'articles de référence ou si vous connaissez des sites web de qualité traitant du thème abordé ici, merci de compléter l'article en donnant les références utiles à sa vérifiabilité et en les liant à la section « Notes et références ».
Réactions en chaîne est une émission radiophonique algérienne diffusée sur Alger Chaîne 3.
Elle est présentée par Omar Zelig, assisté de chroniqueurs (les RECcistes) qui se relaient selon les jours de la semaine : Leïla Deradji, Souad Inal, Abdallah Benadouda, Sofiane Hadjadj et Yacine Hirech.

## Présentation
L’émission propose une lecture critique de l'actualité telle qu'elle est traitée par différents médias. 
Elle commence par une introduction d'Omar, suivie des images du jour ainsi qu'une sélection d'informations vues ou lues dans la presse. Cette séquence est suivie un zapping télé, puis par des chroniques. L'émission se conclut avec la séquence « l'art du clic » et « les infos du net ».
À la rentrée radio 2008-2009, Réactions en chaine entame sa troisième saison.